# Arto Koivisto
Arto Ilmari Koivisto (ur. 7 grudnia 1948 r. w Isojoki) – fiński biegacz narciarski, dwukrotny medalista olimpijski.

## Kariera
Igrzyska olimpijskie w Innsbrucku w 1976  r. były jego pierwszymi i zarazem ostatnimi w karierze. W biegu na dystansie 15 km stylem klasycznym zajął trzecie miejsce, przegrywając jedynie z dwoma reprezentantami Związku Radzieckiego, zwycięzcą Nikołajem Bażukowem i drugim na mecie Jewgienijem Bielajewem. Ponadto wspólnie z Mattim Pitkänenem, Juhą Mieto i Perttim Teurajärvim triumfował w sztafecie 4 × 10 km. Na tych samych igrzyskach zajął także 8. miejsce w biegu na 30 km oraz 10. miejsce w biegu na 50 km.
W 1974 r. wystartował na mistrzostwach świata w Falun zajmując 20. miejsce w biegu na 15 km stylem klasycznym. Startował także na mistrzostwach świata w Lahti w 1978 r. oraz na mistrzostwach w Oslo w 1982 r. ale osiągał bardzo słabe rezultaty. Pomimo iż był częścią fińskiej sztafety, która wywalczyła złoto w 1976 r. na mistrzostwach świata nigdy nie został wybrany do sztafety.
W sezonie 1975/1976 zajął drugie miejsce w klasyfikacji nieoficjalnego Pucharu Świata. Koivisto był mistrzem Finlandii w biegu na 50 km w 1974 r. oraz na 15 km w 1982 r. Wygrał także bieg na 15 km podczas Holmenkollen Ski Festival w 1976 r.

## Osiągnięcia

### Igrzyska olimpijskie
| Miejsce | Dzień     | Rok  | Miejscowość | Konkurencja             | Czas biegu | Strata   | Zwycięzca          |
| ------- | --------- | ---- | ----------- | ----------------------- | ---------- | -------- | ------------------ |
| 8.      | 5 lutego  | 1976 | Innsbruck   | 30 km stylem klasycznym | 1:30:29,38 | +1:53,73 | Siergiej Sawieljew |
| 3.      | 8 lutego  | 1976 | Innsbruck   | 15 km stylem klasycznym | 43:58,47   | +20,78   | Nikołaj Bażukow    |
| 1.      | 11 lutego | 1976 | Innsbruck   | Sztafeta 4 × 10 km      | 2:07:59,72 | -        | -                  |
| 10.     | 14 lutego | 1976 | Innsbruck   | 50 km stylem klasycznym | 2:37:30,05 | +6:14,74 | Ivar Formo         |

### Mistrzostwa świata
| Miejsce | Dzień     | Rok  | Miejscowość | Konkurencja             | Czas biegu | Strata | Zwycięzca          |
| ------- | --------- | ---- | ----------- | ----------------------- | ---------- | ------ | ------------------ |
| 20.     | 20 lutego | 1974 | Falun       | 15 km stylem klasycznym | 41:39,10   | -      | Magne Myrmo        |
| 29.     | 19 lutego | 1978 | Lahti       | 30 km stylem klasycznym | 1:32:56,00 | -      | Siergiej Sawieljew |
| 27.     | 23 lutego | 1982 | Oslo        | 15 km stylem dowolnym   | 38:52,5    | -      | Oddvar Brå         |

### Puchar Świata
W sezonach 1973/1974 - 1980/1981 Puchar Świata rozgrywany był nieoficjalnie.

#### Miejsca w klasyfikacji generalnej
- sezon 1974/1975: 14.
- sezon 1975/1976: 2.
- sezon 1976/1977: 19.
- sezon 1978/1979: ?

#### Miejsca na podium
1. Reit im Winkl – 17 stycznia 1976 (15 km) – 1. miejsce
2. Ramsau – 24 stycznia 1976 (30 km) – 2. miejsce
3. Innsbruck – 8 lutego 1976 (15 km) – 3. miejsce
4. Falun – 27 lutego 1976 (30 km) – 3. miejsce
5. Lahti – 5 marca 1976 (15 km) – 3. miejsce
6. Oslo – 11 marca 1976 (15 km) – 1. miejsce
7. Oslo – 13 marca 1976 (50 km) – 3. miejsce
8. Le Brassus – 22 stycznia 1977 (30 km) – 3. miejsce